# Frederik Dahl
Frederik Clemens Bendtsen Dahl (født 10. februar 1822 i Hillerød, død 23. februar 1920 i København) var en dansk realskolebestyrer og politiker, bror til B.T. Dahl og Hans Dahl.

## Baggrund og uddannelse
Han var søn af professor Frederik Peter Jacob Dahl og Tønnesine Antoinette Langøe. Han modtog sin første undervisning i hjemmet, sattes derpå i Frederiksborg lærde Skole og senere i Metropolitanskolen, fra hvilken han 1842 dimitteredes til Københavns Universitet. Her og ved Den polytekniske Læreanstalt, ved hvilken han 1846 tog eksaminand-eksamen, hørte han forelæsninger især over matematik, fysik og filosofi, vandt 1845 Universitetets guldmedalje ved besvarelsen af en historisk-geografisk prisopgave og tog 1852 magisterkonferens i filosofi.
Både før og efter denne eksamen underviste Dahl privat i København; ved Metropolitanskolen og Det von Westenske Institut 1848-54, ved Mariboes Skole 1848-50 og havde senere en tid kursus til studentereksamen.

## Studier, oversættelser og udgivelser
Samtidig drev han filosofiske studier, der satte frugt bl.a. i Om Forskjellen mellem Platos og Aristoteles' Naturfilosofi (1854) og i afhandlingen Om Naturbegrebets Grundmomenter (1859), som han året før havde indsendt til det filosofiske fakultet som doktorafhandling, men ikke fik antaget, og oversættelse af Platons dialoger Theaitetos og Menon samt af Albert Schweglers Geschichte der Philosophie im Umriss.

## Skoleleder
1867 forlod Dahl København og blev bestyrer af Slagelse Realskole, men kaldtes sædvanligvis rektor, da skolen var en fortsættelse af den nedlagte latinskole. I denne stilling forblev han i nitten år (til 1896) og vandt både sine elevers hengivenhed, skoleautoriteternes anerkendelse og sine medborgeres tillid.
Kultusministeriet indhentede hans erklæring ved flere lejligheder, således 1876 angående forslag til en forbindelse mellem almueskolen og den lærde skole. Han havde allerede tidligere i pjecerne I Skolesagen I-II (1870) og Grundtræk til en Omordning af Borger- og Almueskolevæsenet (1873) taget til orde for en indskrænkning af den lærde skoles kursus til fire år fra fjorten-atten-års alderen "saaledes at det ved en virkelig Optagelsesprøve muliggjordes Skolen at vælge og vrage mellem sine Aspiranter". Hans forslag, der næppe var upåvirket af, at mange af hans elever i en tidlig alder søgte optagelse ved Sorø Akademi, er i øvrigt det første, der er stillet her i landet om forbindelse mellem højere og lavere skoler. 1891 blev han medlem af den af ministeriet nedsatte kommission der skulle afgive erklæring om Retskrivningsbekendtgørelsen af 1889. Dahl ønskede påbuddet om benyttelse af retskrivningsreglerne ændret til en anbefaling.
Foruden de nævnte litterære arbejder har Dahl skrevet om en mængde forskellige emner i skoleprogrammer og tidsskrifter. Sammen med sin broder B.T. Dahl besørgede han 6.-7. udgave af Ludvig B. Meyers Fremmedordbog.

## Politiker
På opfordring af borgere i Slagelse stillede Dahl, der var højremand, i 1876 op til Folketinget i Sorø Amts 3. Valgkreds (Slagelsekredsen) valgtes ved valget i januar 1879 og holdt kredsen, indtil han 1892 nedlagde sit mandat. Han spillede dog ikke nogen fremtrædende rolle i politik. 
Hans interesser strakte sig vidt. Han holdt foredrag om afholdssagen og interesserede sig for Frelsens Hærs arbejde.

## Hæder
Dahl blev Ridder af Dannebrog 1886, titulær professor 1891 og Dannebrogsmand 1903. 
10. november 1847 ægtede han i Christiania Constance Maria Døderlein (født 27. september 1817 i Christiania, død 10. juli 1897 i København), datter af kgl. livmedikus, stadsfysikus Jens Grønbech Døderlein (1787-1867) og Eremine Catharina Holst (1791-1843).

## Gengivelser
Frederik Dahl døde kort efter sin fødselsdag i en høj alder af 98 og er begravet på Assistens Kirkegård, hvor gravstenen er udsmykket med et relief af H.P. Pedersen-Dan fra 1922.
- Grafik: Litografi efter foto. Xylografi af H.P. Hansen 1879. Xylografi 1889 efter fotografi
- Tegning: Karikatur af Knud Gamborg (Det Nationalhistoriske Museum på Frederiksborg Slot)
- To fotografier af Budtz Müller (Det Kongelige Bibliotek)
- Et fotografi af Dahl som ung mand